# Grand-Vabre
Grand-Vabre ist eine Ortschaft und eine ehemalige französische Gemeinde mit 361 Einwohnern (Stand 1. Januar 2022) im Département Aveyron in der Region Okzitanien. Sie gehörte zum Arrondissement Rodez und zum Kanton Lot et Dourdou.
Mit Wirkung vom 1. Januar 2016 wurden die früheren Gemeinden Conques, Noailhac, Saint-Cyprien-sur-Dourdou und Grand-Vabre zur Commune nouvelle mit dem Namen Conques-en-Rouergue zusammengelegt und haben in der neuen Gemeinde den Status einer Commune déléguée inne. Der Verwaltungssitz befindet sich im Ort Conques.
Nachbarorte sind Cassaniouze im Norden, Vieillevie im Nordosten, Sénergues im Osten, Conques im Südosten, Noailhac im Süden, Almont-les-Junies im Südwesten, Saint-Parthem im Westen und Saint-Santin im Nordwesten.

## Bevölkerungsentwicklung
| Jahr      | 1962 | 1968 | 1975 | 1982 | 1990 | 1999 | 2005 | 2010 | 2013 |
| --------- | ---- | ---- | ---- | ---- | ---- | ---- | ---- | ---- | ---- |
| Einwohner | 677  | 585  | 510  | 527  | 489  | 424  | 414  | 403  | 396  |

## Sehenswürdigkeiten
- Kapelle Notre-Dame de la Nativité
- Kapelle Saint-Roch de Roucan
- Schloss Selves, Monument historique seit 1992
- Flurkreuz
- Kirche La Vinzelle
- Kirche Saint-Pierre

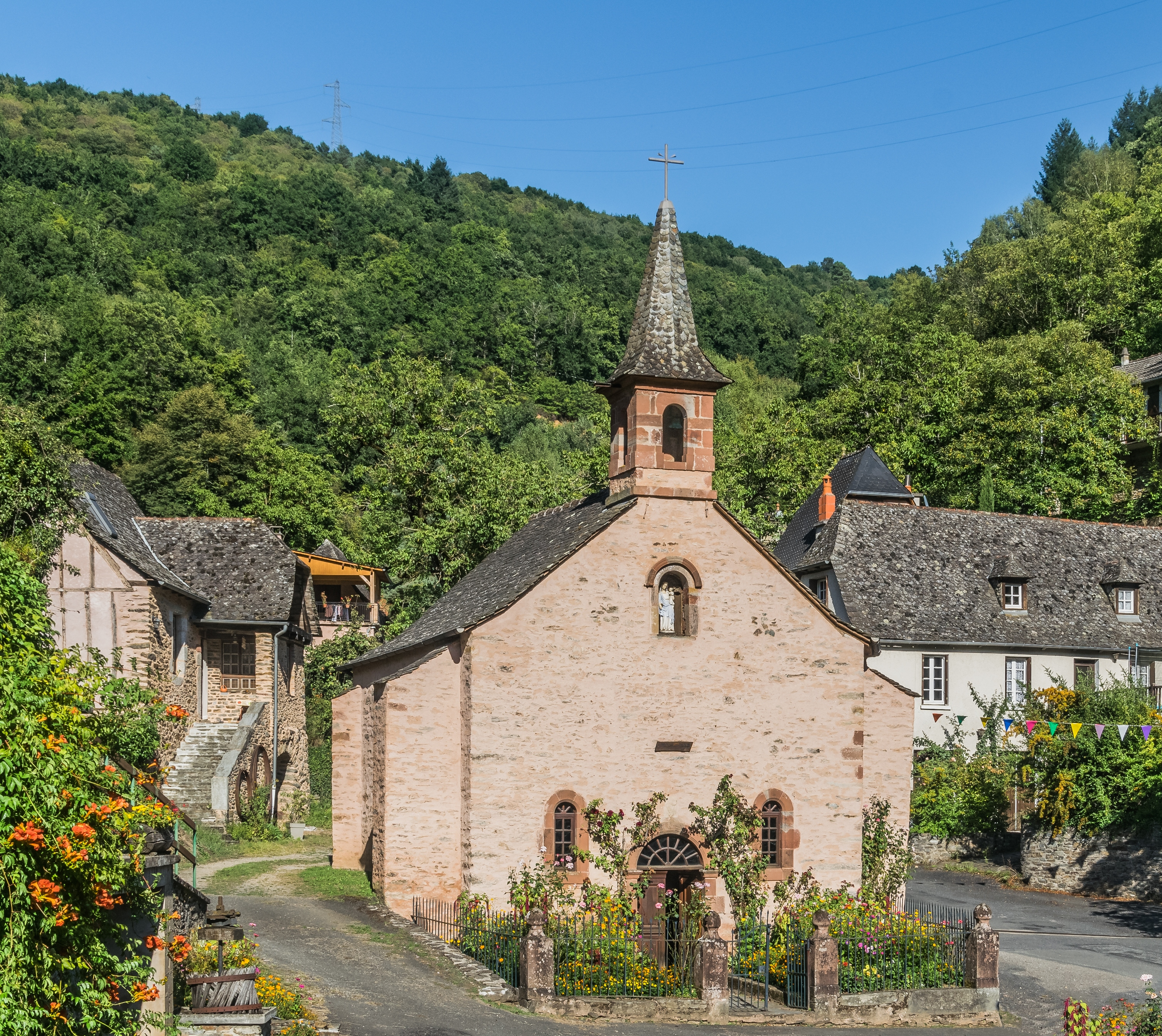
Notre-Dame de la Nativité
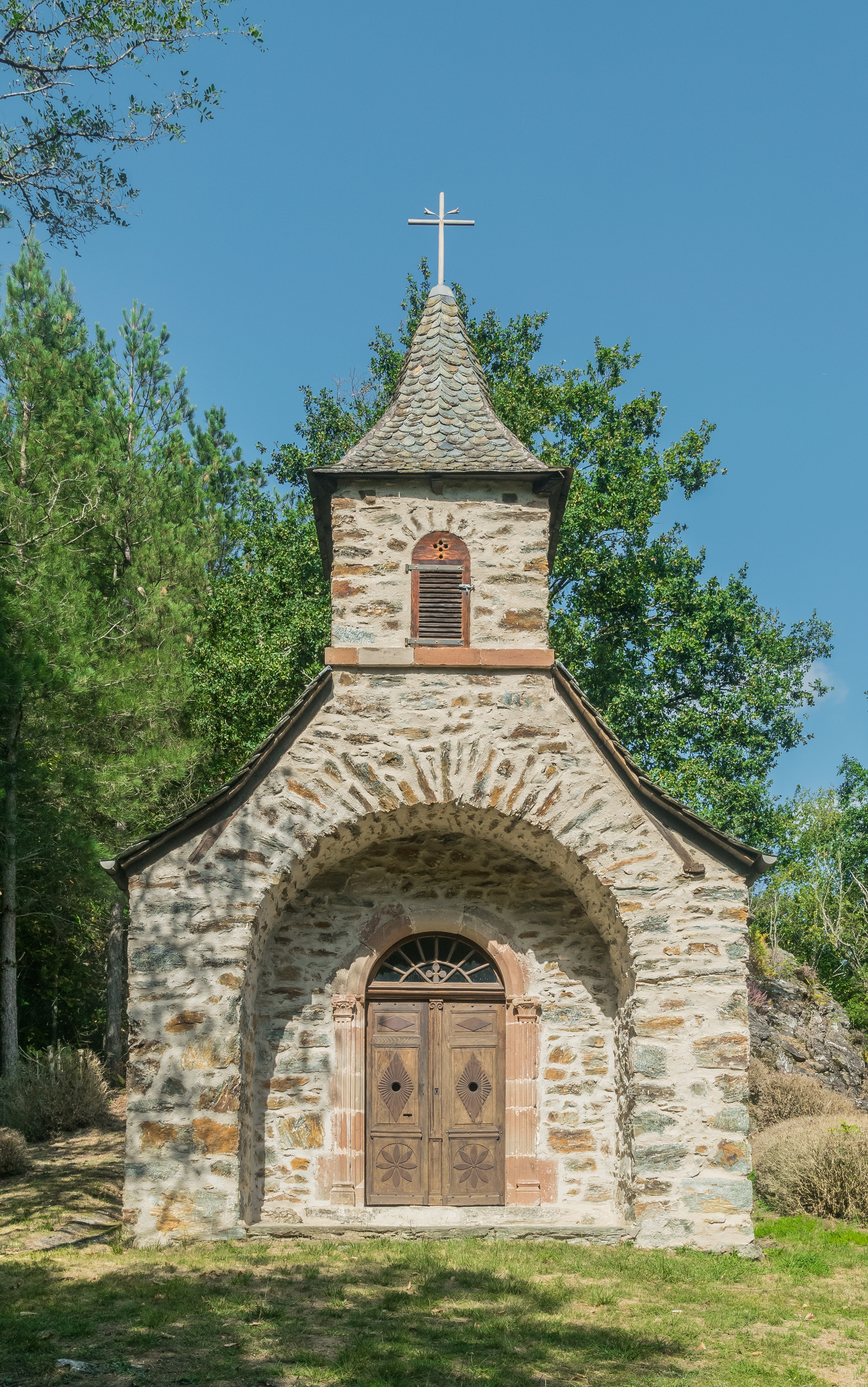
Saint-Roch de Roucan
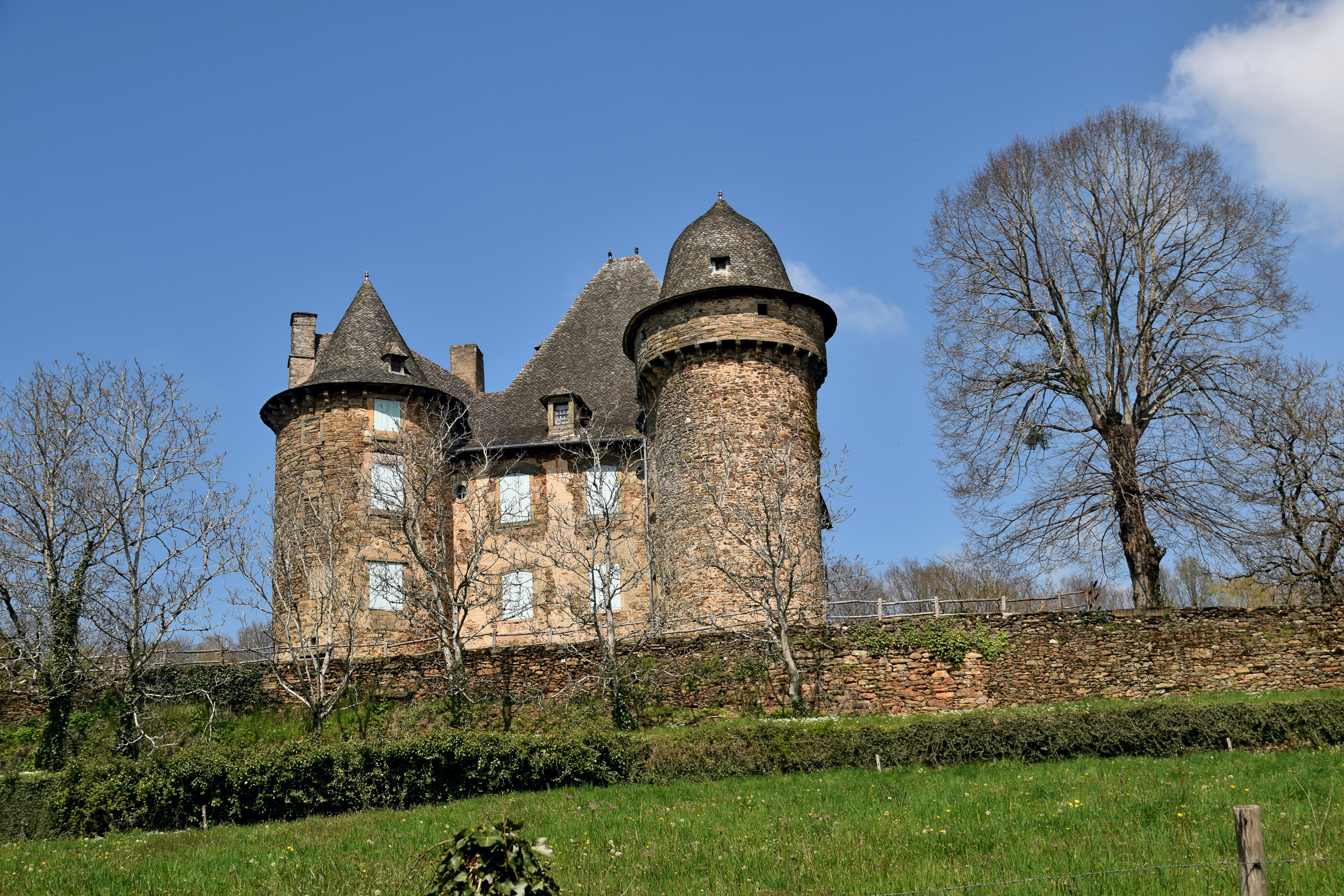
Schloss Selves
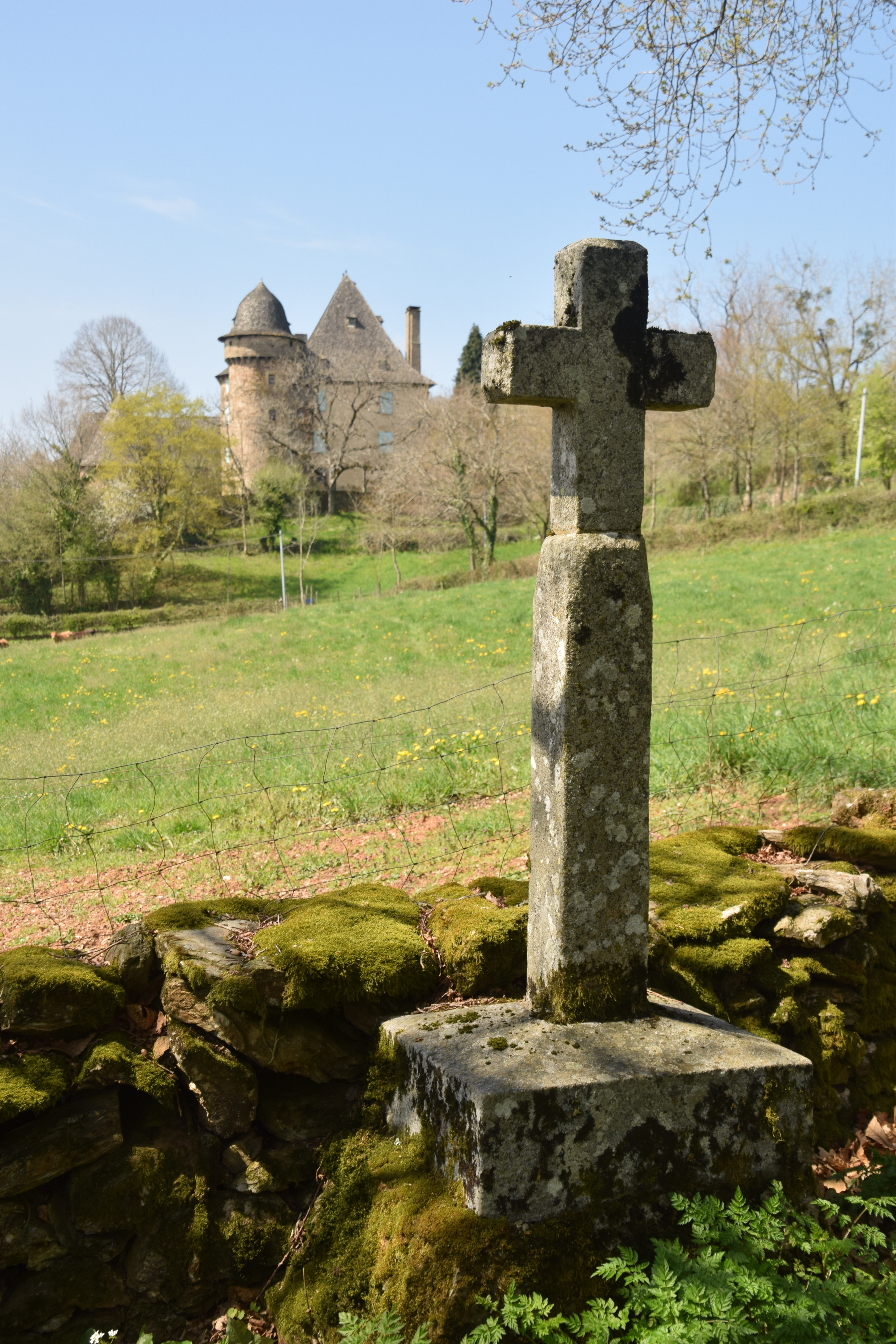
Flurkreuz
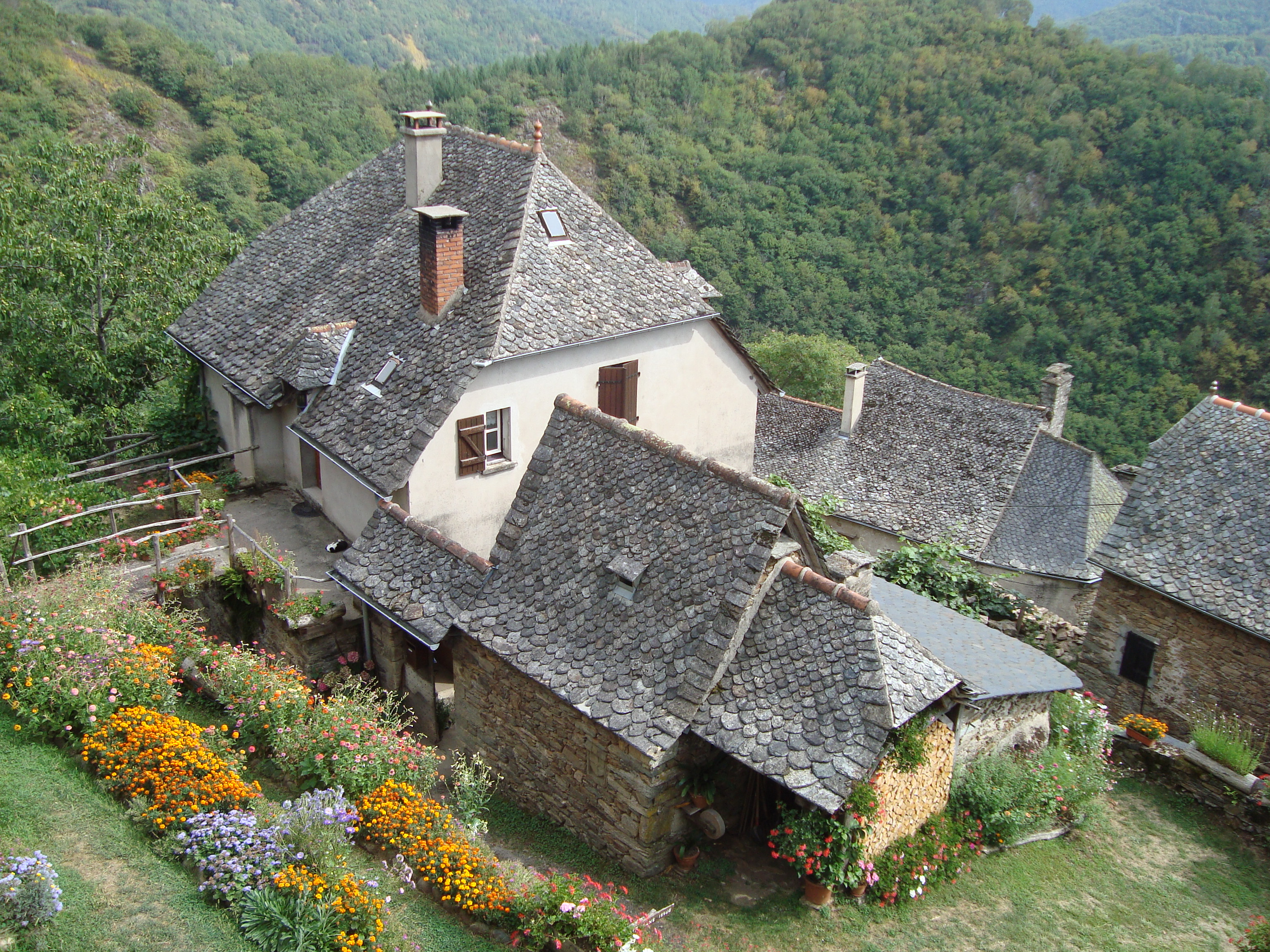
La Vinzelle, Luftaufnahme
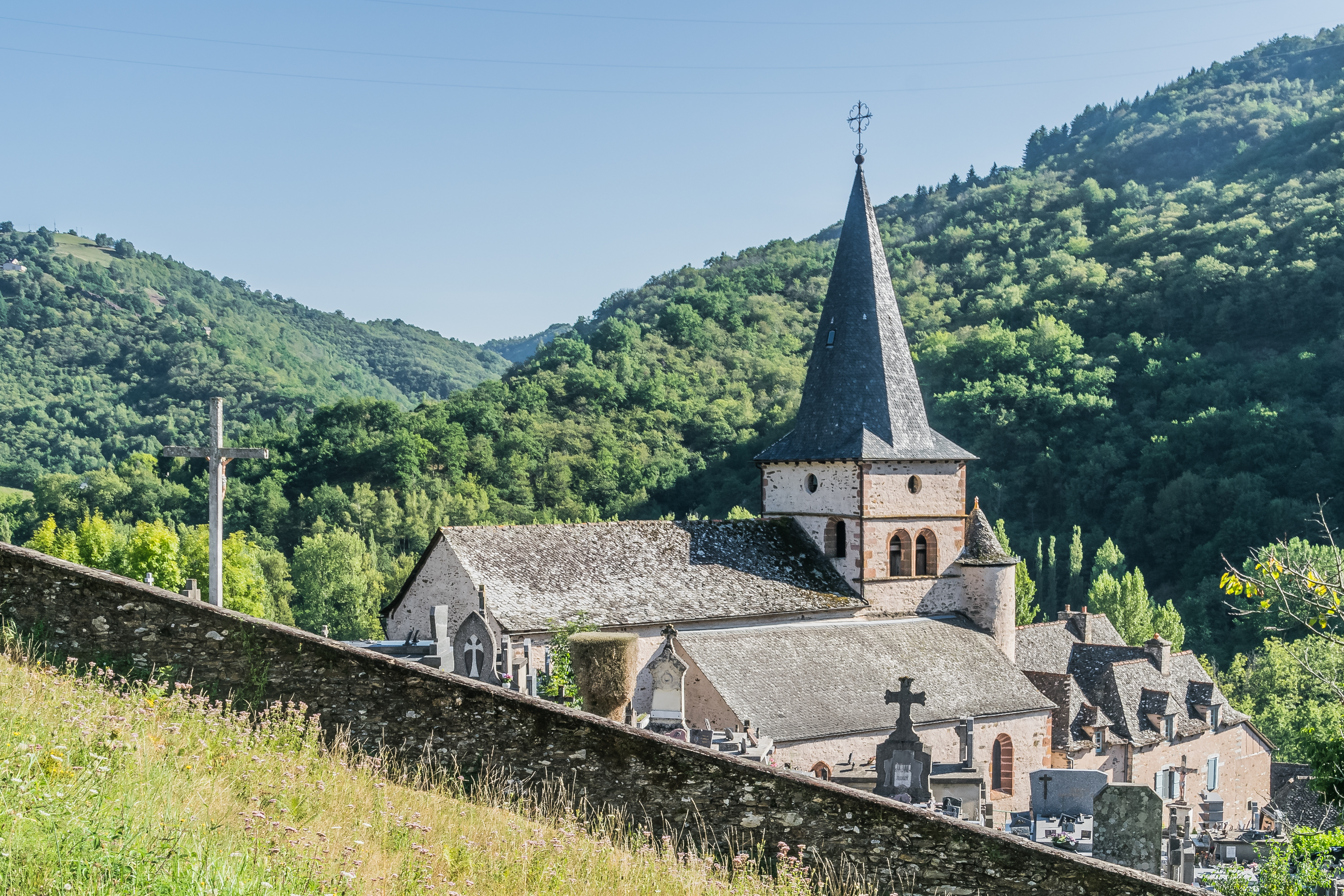
Kirche Saint-Pierre